# Доживјети стоту
Доживјети стоту је пети студијски ''LP''-албум групе Бијело дугме из 1980. године у издању дискографске куће Југотон. Албум је сниман и ремиксован у студију VI Радио Београд, октобра и новембра 1980. Доживјети стоту је значајан због промене правца групе ка новом таласу, насупрот хард-року на њиховим претходним албумима.
Албум је био припреман и издан након смрти доживотног председника Југославије Јосип Броз Тито 4. маја 1980, током периода жалости када су све забавне активности у земљи привремено смањене.
Припреме за албум су вршене у кући вође групе Горана Бреговића на Јахорини, пре него је снимање почело 6. октобра 1980. у студију IV Радио Београда. Два месеца касније је објављен двострани сингл „Добро вам јутро Петровић Петре“ / „На задњем сједишту мога аута“. Песми о измишљеном лику Петру Петровићу је одмах забрањено емитовање на радију због стиха „све у фину материну“, за који су неки сматрали да је неприкладан, посебно у „осетљивом времену након Титове смрти“. Такође је било притужби на тространи омот Мирка Илића, који је приказивао пластичну операцију.

## Позадина
Крајем 1970-их и почетком 1980-их, на југословенској рок сцени појавио се велики број новоталасних и панк бендова. Примећујући овај тренд у популарној музици у земљи, Горан Бреговић је наводно постао фасциниран развојном сценом која се заснива на бендовима у настајању, посебно делима Азре и Прљавог казалишта. Током 1980. бенд је одлучио да крене ка новом звуку. 12. децембра 1980. Бијело дугме издаје нови албум Доживјети стоту под утицајем таласа.
Доживјети стоту је био први албум Бијелог дугмета који је продуцирао Горан Бреговић. За разлику од песама са претходних албума бенда, који су припремани много пре снимања албума, већина песама са Доживјети стоту настала су током снимања. Како је снимање требало да буде завршено пре заказаног мастеринга у Лондону, Бреговић је наводно прибегао кокаину да би остао будан, пишући текст у тренутку. Саксофон на снимку свирали су џез саксофониста Јован Маљоковић и авангардни музичар Пол Пињон; Бреговић је навео да су првобитно позвали Стјепка Гута да свира дувачке секције, али да их је он одбио.
Од песама на албуму само су „Пристао сам бићу све што хоће“ и „Пјесма мом млађем брату“ личиле на стари звук Бијелог Дугмета. Песме „Ха ха ха“ и „Трамвај креће (или како бити херој у ова шугава времена)“ биле су прве песме на којима се налазе политички текстови. У складу са померањем ка новом таласу, бенд је променио хард рок стил: чланови су се скратили, а фронтмен Жељко Бебек обријао је своје препознатљиве бркове.

## Листа пјесама
1. „Доживјети стоту“ (3:12)
2. „Лова“ (2:49)
3. „Трамвај креће (или Како бити херој у ова шугава времена)" (3:14)
4. „Хотел, мотел“ (3:33)
5. „Пјесма мом млађем брату (из Ниша у прољеће '78)" (4:14)
6. „Чудесно јутро у кревету гђе. Петровић“ (2:29)
7. „Могла је бити проста прича“ (2:47)
8. „Ха, xa, ха“ (3:10)
9. „Зажмири и број“ (3:45)
10. „Пристао сам бићу све што хоће“ (3:01)

## Чланови групе
- Жељко Бебек - вокал
- Горан Бреговић - гитара
- Ђиђи Јанкелић - бубњеви
- Зоран Реџић - бас-гитара
- Владо Правдић - клавијатуре

## Сарадници
- Дубравко Мајнарић - главни и одговорни уредник
- Горан Бреговић - продуцент
- Синиша Шкарица - музички уредник
- Јоца Вишковић - техничко вођство
- Раде Ерцеговац - тон мајстор
- Деан Кршић - техничар
- Мирко Илић - дизајн
- Жељко Стојановић - фото
- Паул Пигнон, Јован Маљоковић - саксофони
- Предраг Костић - труба
- Јеленко Милаковић - удараљке
- „Поп полифонија“ и дечји хор групе „Зана"

## Пријем и реакције
Одмах по објављивању, песма Чудесно јутро у кревету госпође Петровић добила је забрану на неким радио и ТВ станицама због текста „све у фину материну“.
Због радикално новог звука, албум је наишао на доста скептицизма. Међутим, Бреговић је изјавио како се група спремала за турнеју:
Било би глупо направити ову плочу другачије него што јесте, јер је то једини начин на који тренутно осећам своју музику. Када погледам уназад, мислим да је ово наш први албум са оволико енергије. Гладни смо музике и мислим да ће и наши наступи уживо бити изузетни. Плоча је све у темпу, има много текста и ритма и мислим да ће се свидети публици.
Већина критичара је, међутим, похвалила албум. У рецензији албума објављеној у часопису Дуга, Петар Луковић је написао:
Оно што је посебно импресивно код Бијелог дугмета је њихова способност да стално обнављају публику. Да регрутују из редова млађе слушаоце, управо оне који су кроз текстове и визуелну слику спремни да прихвате Дугме као представнике аутономног рок духа.
Крајем 1980. године читаоци часописа Џубокс бирали су Бијело дугме за бенд године, Жељка Бебека за певача године, клавијатуристу бенда Владу Правдића за клавијатуристу године, Ђиђија Јанкелића за бубњара године, за бас групе. гитариста Зоран Реџић бас гитариста године, Горан Бреговић композитор, текстописац, продуцент и аранжер године, Доживјети стоту албум године, а Доживјети стоту за омот године.

## Наслеђе
Доживјети стоту анкетирано је 1998. као 35. на листи 100 највећих југословенских рок и поп албума.